# РТК Хуст
РТК-Хуст — регіональна телевізійна компанія на Закарпатті.

## Загальні відомості
Телекомпанія працює в телевізійному ефірі з 5 липня 1998 року відповідно до ліцензії Національної Ради з питань телебачення і радіомовлення. Мовить на 48 каналі з міста Хуст — 6 годин на добу.

## Територія мовлення
Ефірним мовленням охоплює 6 районів Закарпатської області — Хустський, Іршавський, Виноградівський, Тячівський, частково Берегівський та Мукачівський.

## Адреса
90400, Хуст, вул. Корятовича, 1-А, а/с 54
| Телебачення | Це незавершена стаття про телебачення України. Ви можете допомогти проєкту, виправивши або дописавши її. |

1. ↑  25436000 — ТОВ РТК ХУСТ. Opendatabot. Процитовано 10 грудня 2024.